# ويليام نورمان
ويليام نورمان (4 مارس 1932 في نيوزيلندا - 25 نوفمبر 2009) (بالإنجليزية: William Norman)‏ هو لاعب كريكت نيوزلندي.

## وصلات خارجية
- ويليام نورمان على موقع إي آس بي آن كريك إنفو (الإنجليزية)